# Brocard de Saint-Nicolas
Pour les articles homonymes, voir Brocard.
Brocard de Saint-Nicolas est un carme flamand de la Réforme de Touraine, actif essentiellement dans la première moitié du XVIIIe siècle, auteur d'ouvrages de théologie morale, dans le contexte de la condamnation du jansénisme (bulle Unigenitus).

## Biographie
Brocard de Saint-Nicolas est né vers 1680, à Sittard (Pays-Bas), sur le territoire de l'ancien diocèse de Liège, actuellement à la frontière entre la Belgique, la Hollande et l'Allemagne. Au terme de ses humanités, il fait profession à Cologne dans l'Ordre du Carmel. Il enseignera la philosophie dans les couvents de la province dite de Basse-Allemagne (ou du Bas-Rhin), ainsi qu'à l'Abbaye Saint-Maximin, près de Trèves, avant de devenir prieur provincial, en 1739. Selon Jean-Noël Paquot, il a dû décéder après 1740.

## Postérité
En 1713, par la Bulle Unigenitus, le pape Clément XI condamnait officiellement le jansénisme, en particulier les œuvres de Pasquier Quesnel (réfugié aux Pays-Bas depuis la fin du siècle précédent). Cette condamnation sera mal acceptée par certains prélats français, qui en appellent, en 1717, à l'arbitrage d'un concile, et dont les plus récalcitrants ne cesseront toute résistance qu'à partir de 1728. C'est dans ce contexte que viennent se placer deux exposés théologiques de Brocard, qui sont en fait des ouvrages de controverse :  publié en 1719, le premier affirme la supériorité du souverain pontife sur tout concile et l'inanité d'un appel à celui-ci dans la question janséniste; sept ans plus tard, le second prend position contre les partisans de Quesnel. Spécialiste de l'éthique, Brocard se range d'ailleurs du côté des jésuites et de leur probabilisme, comme l'atteste un dictionnaire de casuistique en trois volumes (1739), qu'accompagne un traité de théologie morale fondamentale (1735), basé sur l'enseignement d'Augustin d'Hippone et de Thomas d'Aquin, théologiens de référence à la Contre-Réforme. L'auteur a dédié le dictionnaire à Jean-André de Francken-Sierstorpff (de), vicaire général de l'archevêque de Cologne. Enfin, il convient d'ajouter à cette liste un catéchisme expliqué en trois volumes, édité à Venise en 1760.

#### Œuvres
- Dissertatio Polemica de Primatu, Juridictione, Infaillibilitate, et Superioritate tam in, quam extra Concilium generale, Romanorum Pontificum De Bulla Unigenitus, et nullitate Appellationis ad futurum Concilium, Trèves, 1719.
- Dissertatio Theologica polemica de Controversus occasione schismatis Quesnelliani exortis, Trèves, 1726.
- Theologia Moralis Fundamentalis, Cologne, 1735; Venise, 1762.
- Alphabetum Morale, seu Theologia Moralis de Casibus Consientiae, ordine alphabetico elucidata, ex solidae Probabilitatis prinicipiis deducta, Conferentiis Carolinis accomodata, Cologne, 1739.
- (la) Brocard de Saint Nicolas, Professio fidei catholica secundum veras verae fidei regulae explicata : De reliquis professionis Catholicae articulis, t. III, 1760, 479 p. (lire en ligne)

#### Études
- J.-N. Paquot, « Brocard de Saint-Nicolas », Mémoires pour servir l'histoire littéraire des dix-sept provinces des Pays-Bas, de la principauté de Liège, et de quelques contrées voisines, Louvain, Imprimerie Académique, t. III,‎ 1770, p. 545, col. 2 - 546, col. 1 (lire en ligne).